# Aeroporto Alfonso López Pumarejo
O Aeroporto Alfonso López Pumarejo (em castelhano:  Aeropuerto Alfonso López Pumarejo) (IATA: MTR, ICAO: SKMR) é um aeroporto colombiano localizado na cidade de Valledupar, no departamento de Cesar.

## Companhias Aéreas e Destinos
| Companhias               | Cidades                     | Aliança       |
| ------------------------ | --------------------------- | ------------- |
| Avianca 1 destino        | Doméstico (1): Bogotá       | Star Alliance |
| EasyFly 1 destino        | Doméstico (1): Barranquilla | N/A           |
| LATAM Colômbia 1 destino | Doméstico (1): Bogotá       | Oneworld      |